# Tonfilm (Album)
Tonfilm ist das zwölfte Studioalbum der Kölner Rockband BAP. Es erschien 1999 bei EMI Electrola und erreichte Platz 2 der deutschen Albumcharts.
Wolfgang Niedecken schrieb im Begleitheft der CD, dass mit Tonfilm Kapitel III in der Bandgeschichte von BAP begonnen habe. Nach dem Ausstieg des Gitarristen Klaus „Major“ Heuser, des Keyboarders Axel „Effendi“ Büchel und des Toningenieurs Hans „Fonz“ Wollrath nach Abschluss der Comics & Pin-Ups-Tour wurden die verwaisten Plätze mit Helmut Krumminga an der Gitarre und Michael Nass an den Tasteninstrumenten neu besetzt.
Die Tournee zum Album begann am 20. November 1999 und fand ausschließlich in bestuhlten Hallen statt. BAP spielte das erste Mal vor ausschließlich sitzendem Publikum.

## Songs
Acht der 17 Lieder auf Tonfilm sind Neuaufnahmen bereits auf vorherigen BAP-Alben erschienener Songs in neuem Arrangement.
Ne schöne Jrooss und Ruut, wiess, blau, querjestriefte Frau stammen vom Album Affjetaut (1980), wobei Ne schöne Jrooss in der neuen Version aus Gründen der Aktualität um die letzte Strophe (Orwells '84) gekürzt wurde.
Jupp und Müsli Män waren im Original auf Für usszeschnigge! (1981) zu finden, während Nemm mich met von ersten Livealbum Bess demnähx stammt und hier zum ersten Mal in einer Studioversion aufgenommen wurde. Diss Naach ess alles drin ist vom Album Zwesche Salzjebäck un Bier (1984), Wat, usser Rock 'n' Roll? von X für ’e U (1990) und Asphaltpirate von Amerika (1996).
Vum donnernde Lääve ist eine Coverversion von Vom donnernden Leben von Wolf Biermann. Die restlichen Song sind neu, wobei Wo bess du jetz? ein Überbleibsel der Sessions des Vorgängeralbums ist.

## Titelliste
1. Vum donnernde Lääve – (W. Biermann) – 2:35
2. Ne schöne Jrooss – (K. Heuser, W. Niedecken) – 3:33
3. Diss Naach ess alles drin – (BAP, W. Niedecken) – 5:51
4. Rock 'n' Roll-Star – (R. McGuinn, C. Hillman) – 3:07
5. Müsli Män (Schrank-Version) – (K. Heuser, W. Niedecken) – 5:27
6. Rita, mir zwei – (W. Niedecken) – 3:43
7. Asphaltpirate – (W. Niedecken) – 4:55
8. Wat, usser Rock 'n' Roll? – (K. Heuser, W. Niedecken) – 5:53
9. Nemm mich met – (BAP, W. Niedecken) – 5:38
10. Jede Draum jedräump – (W. Niedecken, J. Streifling, F. Paresi) – 5:05
11. Jupp – (K. Heuser, W. Niedecken) – 3:59
12. Mayday! – (W. Niedecken, J. Streifling) – 3:24
13. Vüür Johr un Daach – (K. Heuser, W. Niedecken) – 4:11
14. Wo bess du jetz? – (W. Niedecken) – 5:31
15. Ruut, wiess, blau, querjestriefte Frau – (W. Niedecken) – 5:50
16. Ewije Affhängerei – (W. Niedecken, J. Streifling) – 4:51
17. Vum donnernde Lääve (Instrumental Version) – (W. Biermann) – 1:13 – (Hidden Track)

## Neuveröffentlichung 2007
Das Album erschien am 23. März 2007 erneut bei EMI als „Digital Remastered CD“ mit einer zweiten CD, die folgendes Bonusmaterial enthält:
1. Fette Ratten (Tonfilm Sessions, 1999)
2. Hey Hey, My My (WDR Soundfiles, 10. Juni 2001) – (N. Young)
3. Leopardefellhoot (WDR Soundfiles, 10. Juni 2001) – (B. Dylan, dt. Text: W. Niedecken)
4. Rita, mir zwei (WDR Soundfiles, 10. Juni 2001) – (W. Niedecken)
5. Ewije Affhängerei (Live Tonfilm Tour, 1999) – (W. Niedecken, J. Streifling)
6. Novembermorje (Live Tonfilm Tour, 1999) – (K. Heuser, W. Niedecken)
7. Wie 'ne blaue Ballon (Probe-Sessions Tonfilm-Tour, 1999) – (K. Heuser, W. Niedecken)
8. Bahnhofskino (Probe Sessions Tonfilm Tour, 1999) – (BAP, W. Niedecken)
9. Koot vüür aach (Tonfilm Sessions, 1999, Instrumentalversion) – (BAP, W. Niedecken)

## Single-Auskopplungen
- 23. August 1999 – Rita, mir zwei / Wat, usser Rock 'n' Roll? / Koot vüür aach (Instrumental)
- 29. November 1999 – Mayday! (S.O.S.-Version) / Müsli Man (Schrank-Version – Radio Edit)  / Vum donnernde Lääve / Vum donnernde Lääve (Instrumental)